# Timothy Cheruiyot
Timothy Cheruiyot (ur. 20 listopada 1995 w Bomet) – kenijski lekkoatleta specjalizujący się w biegach średniodystansowych, srebrny medalista olimpijski oraz mistrz i wicemistrz świata w biegu na dystansie 1500 metrów.
W 2015 zajął 7. miejsce w biegu na 1500 metrów podczas światowego czempionatu w Pekinie. Srebrny medalista mistrzostw Afryki (2016). Rok później zdobył srebro podczas światowego czempionatu w Londynie. Największy sukces osiągnął podczas mistrzostw świata w katarskiej Dosze, gdzie zdobył złoty medal w biegu na dystansie 1500 metrów z wynikiem 3:29,26. W 2021 wywalczył na tym dystansie srebrny medal igrzysk olimpijskich w Tokio.
Złoty medalista mistrzostw Kenii.
Rekord życiowy w biegu na 1500 metrów: 3:28,28 (9 lipca 2021, Monako).

## Osiągnięcia
| Rok  | Impreza                    | Miejsce    | Konkurencja                  | Lokata     | Wynik   |
| ---- | -------------------------- | ---------- | ---------------------------- | ---------- | ------- |
| 2015 | IAAF World Relays          | Nassau     | sztafeta 1200+400+800+1600 m | 2. miejsce | 9:17,20 |
| 2015 | Mistrzostwa świata         | Pekin      | bieg na 1500 metrów          | 7. miejsce | 3:36,05 |
| 2016 | Mistrzostwa Afryki         | Durban     | bieg na 1500 metrów          | 2. miejsce | 3:39,71 |
| 2017 | Mistrzostwa świata         | Londyn     | bieg na 1500 metrów          | 2. miejsce | 3:33,99 |
| 2018 | Igrzyska Wspólnoty Narodów | Gold Coast | bieg na 1500 metrów          | 2. miejsce | 3:35,17 |
| 2018 | Mistrzostwa Afryki         | Asaba      | bieg na 1500 metrów          | 2. miejsce | 3:35,93 |
| 2019 | Mistrzostwa świata         | Doha       | bieg na 1500 metrów          | 1. miejsce | 3:29,26 |
| 2021 | Igrzyska olimpijskie       | Tokio      | bieg na 1500 metrów          | 2. miejsce | 3:29,01 |
| 2022 | Mistrzostwa świata         | Eugene     | bieg na 1500 metrów          | 6. miejsce | 3:30,69 |
| 2022 | Igrzyska Wspólnoty Narodów | Birmingham | bieg na 1500 metrów          | 2. miejsce | 3:30,21 |
| 2023 | Mistrzostwa świata         | Budapeszt  | bieg na 1500 metrów          | półfinał   | 3:37,40 |